# Smoby

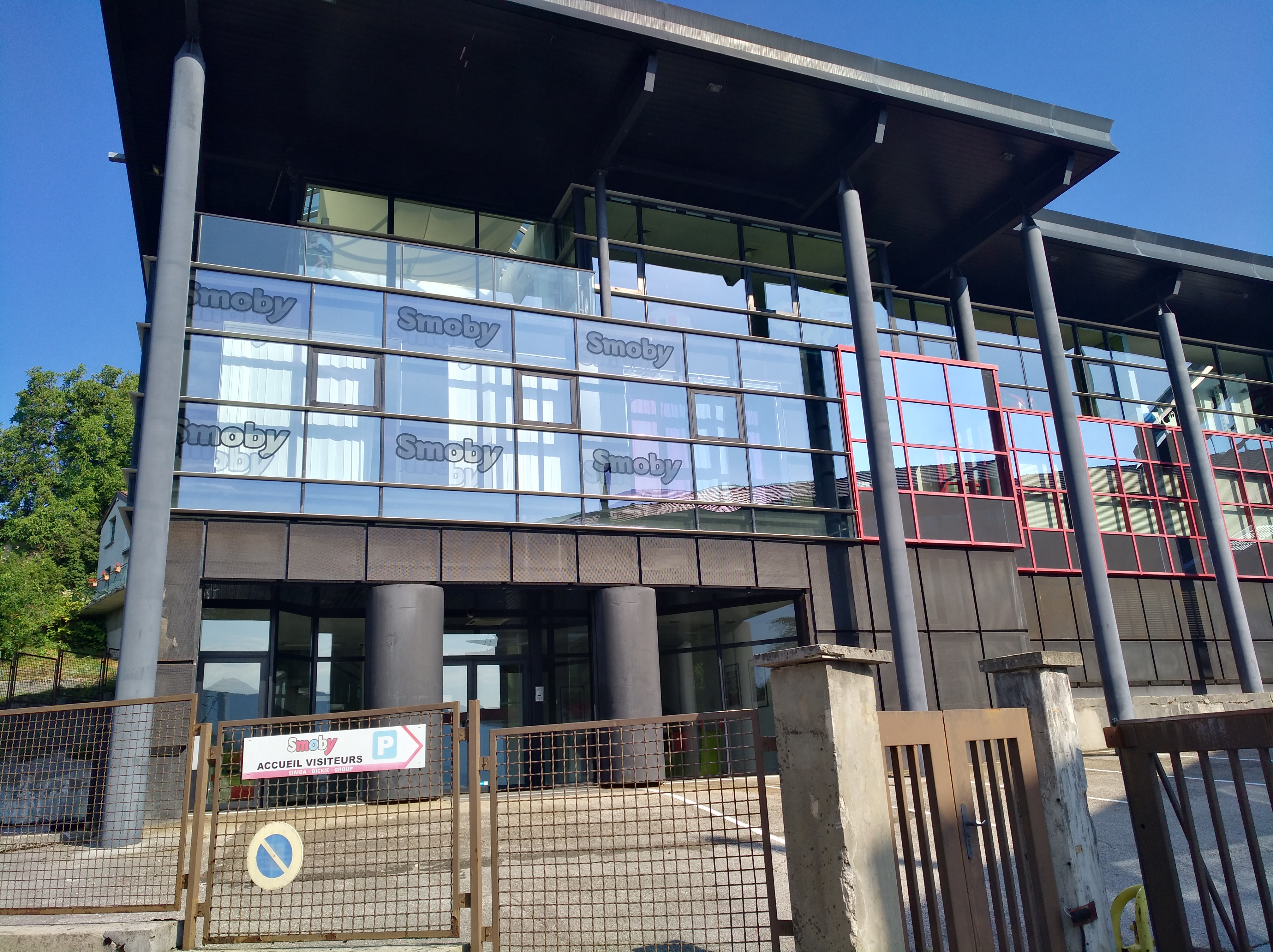
Siège social de l'entreprise à Lavans-lès-Saint-Claude.

Smoby Toys est depuis 1978 une entreprise française de fabrication de jouets pour enfants, implantée à Lavans-lès-Saint-Claude dans le Jura.
En 2003, la société rachète Majorette Solido, puis Berchet en 2005, devenant numéro 1 français et numéro 2 européen du jouet. Plusieurs réorganisations ont depuis eu lieu.

## Historique
Fondée en 1924 à Lavans-lès-Saint-Claude sous le nom de Moquin-Breuil, la société est à l'origine spécialisée dans la production de pipes en bois. Après la Seconde Guerre mondiale, la PME familiale se reconvertit dans la conception d'objets en plastiques, d'articles ménagers, puis de jouets à partir de 1978, lorsque la société prend le nom de Smoby.
Jean-Christophe Breuil, fils de Jean-Pierre et Dany Breuil,,, et petit-fils du fondateur, devient PDG de Smoby en 1995. La marque s'impose en France comme le leader des jouets pour enfants à partir des années 2000.
En 2003, la société rachète Majorette et Solido,, puis Berchet en 2005, devenant numéro un français et numéro deux européen du jouet[réf. souhaitée].
Lourdement endettée par ces acquisitions (277 millions d'euros), l'entreprise (alors appelée Smoby-Majorette) se place pour six mois en procédure de sauvegarde, en mars 2007, renouvelée en septembre, à la suite de son rachat par MGA Entertainment au printemps 2007 pour un euro symbolique. Patrick Puy gère les affaires. Mais faute d'accord avec les créanciers et de plan de continuation, la société Smoby-Majorette est placée en octobre 2007 en redressement judiciaire par le tribunal de commerce de Lons-le-Saunier,, avant que le groupe américain renonce à la reprise le 22 février 2008.[réf. souhaitée]
En mars 2008, ce même tribunal annonce la reprise de Smoby et Berchet par le numéro un allemand du jouet, Simba-Dickie, aux dépens du holding grenoblois Abcia, alors qu'Ecoiffier, racheté en 1994, est repris par son ancien propriétaire, Jacques Ecoiffier, avec Simba comme actionnaire minoritaire et Majorette est repris la semaine suivante au groupe d'investissement français Compagnie MI29,. Le 25 mars, Jean-Christophe Breuil est mis en examen puis placé en détention provisoire.
En avril 2008, 396 employés sont licenciés, Monsieur Thomas Le Paul, ancien responsable de la filiale italienne de Simba reprend la direction du groupe maintenant appelé « Smoby Toys SAS »[réf. souhaitée].
En décembre 2012, Smoby permet au musée d'Ornans de boucler le rachat du tableau de Gustave Courbet, le chêne de Flagey, en versant un million d'euros, devenant ainsi le principal mécène privé de cette opération.
En juin 2020, le groupe Simba Dickie donne la direction à Alexis Delorme, ancien cadre de l'entreprise.

## Chiffres clés
- Perte en 2005 de 25,7 millions d'euros pour un chiffre d'affaires de 350 millions d'euros[19].
- Effectifs : Une tranche de 250 à 499 employés[20].